# Pedro Latorre
Pedro Latorre war ein uruguayischer Politiker.
Latorre hatte als Repräsentant des Departamento Soriano in der 7. und 8. Legislaturperiode im Zeitraum vom 15. Februar 1855 bis zum 14. Februar 1861 ein Titularmandat als Abgeordneter in der Cámara de Representantes inne.